# Saint-Martin-le-Bouillant
Saint-Martin-le-Bouillant es una comuna francesa situada en el departamento de Mancha, en la región de Normandía.

## Demografía
| 479 | 422 | 375 | 339 | 303 | 305 | 327 |
| Para los censos de 1962 a 1999 la población legal corresponde a la población sin duplicidades (Fuente: INSEE [Consultar]) |     |     |     |     |     |     |